# Uffe Ellemann-Jensen
Pour les articles homonymes, voir Ellemann et Jensen.
Uffe Ellemann-Jensen (/ˈufə ɛləmæn ˈjɛnsn̩/, informel : /ˈufə ˈɛləˌmænˀ/), né le 1er novembre 1941 à Haarby (Danemark) et mort le 18 juin 2022 à Copenhague (Danemark), est un homme politique danois. 
Il est ministre des Affaires étrangères entre 1982 et 1993 et président du parti Venstre entre 1984 et 1998.

## Biographie
Uffe Ellemann-Jensen est ministre des Affaires étrangères dans les gouvernements conservateurs de Poul Schlüter de 1982 à 1993. Il est le leader du parti politique libéral danois Venstre de 1984 à 1998 et président des Libéraux européens de 1995 à 2000. À partir de 1998, Ellemann-Jensen est président du Baltic Development Forum, un réseau d'organisation à but non lucratif voué au développement du commerce dans la région de la mer Baltique. Il est directeur non exécutif de nombreux bureaux d'entreprises internationales.

## Distinctions
- Commandeur grand-croix de l'ordre royal de l'Étoile polaire
- Ordre de la Croix de Terra Mariana de première classe

## Ouvrages
- De nye millionærer (Les nouveaux millionnaires), 1971
- Det afhængige samfund (La société dépendante), 1972
- Hvad gør vi ved Gudenåen ? (Que devons-nous faire avec le Gudenåen ?), 1973
- Den truede velstand (La richesse menacée), 1974
- Økonomi (Économie), 1975
- Da Danmark igen sagde ja til det fælles (Quand le Danemark dit une fois de plus oui au marché commun), 1987
- Et lille land, go dog (Un petit pays, ou peut-être pas), 1991
- Olfert Fischer i Golfen (Olfert Fischer dans le Golfe), 1991, avec Sv. E. Thiede
- Din egen dag er kort (Votre propre journée est courte), 1996
- Rent ud sagt – indfald go udfald (Parler sans langue de bois - idées et attaques), 1997
- Sådan set (D'une manière de parler), 1997, avec Erik Werner
- EU – derfor (UE – la raison), 1998
- Ude med snøren (Having the fishing line out), 2001
- Østen for solen (À l'Est du soleil), 2002
- FODfejl (Stepping in it), 2004